# Ledebouria
Ledebouria ist eine Pflanzengattung aus der Familie der Spargelgewächse (Asparagaceae). Der botanische Name der Gattung ehrt den deutschen Botaniker Carl Friedrich von Ledebour.

## Beschreibung
Die Arten der Gattung Ledebouria sind einzelne oder sprossende und dann gruppenbildende ausdauernde Geophyten, deren Zwiebeln etwas fleischige Zwiebelschuppen besitzen. Die zur Blütezeit vorhandenen, variablen Laubblätter sind ausgebreitet und in der Regel gefleckt.
Am rispigen, aufsteigenden Blütenstand befinden sich kleine fadenförmige, blütentragende Brakteen. Die sechs ausgebreiteten bis zurückgebogenen, papillaten Perigonblätter sind an ihrer Basis miteinander verwachsen. Die sechs Staubblätter sind frei, ihre Staubfäden stielrund und die beweglichen Staubbeutel intrors. Der gestielte, kegelförmige Fruchtknoten ist an seiner Basis gekerbt. Der Griffel ist stielrund, die Narbe kopfig.
Die Früchte sind dreieckige, verkehrt eiförmige lokulizide Kapsel. Sie enthalten verkehrt eiförmige, schwarze Samen.

## Systematik und Verbreitung
Die Gattung Ledebouria ist im tropischen und südlichen Afrika sowie in Indien verbreitet.
Die Erstbeschreibung durch Albrecht Wilhelm Roth wurde 1821 veröffentlicht. Synonyme sind Eratobotrys Fenzl ex Endl. (1842) und Xeodolon Salisb. (1866).
Die Gattung Ledebouria umfasst folgende Arten:

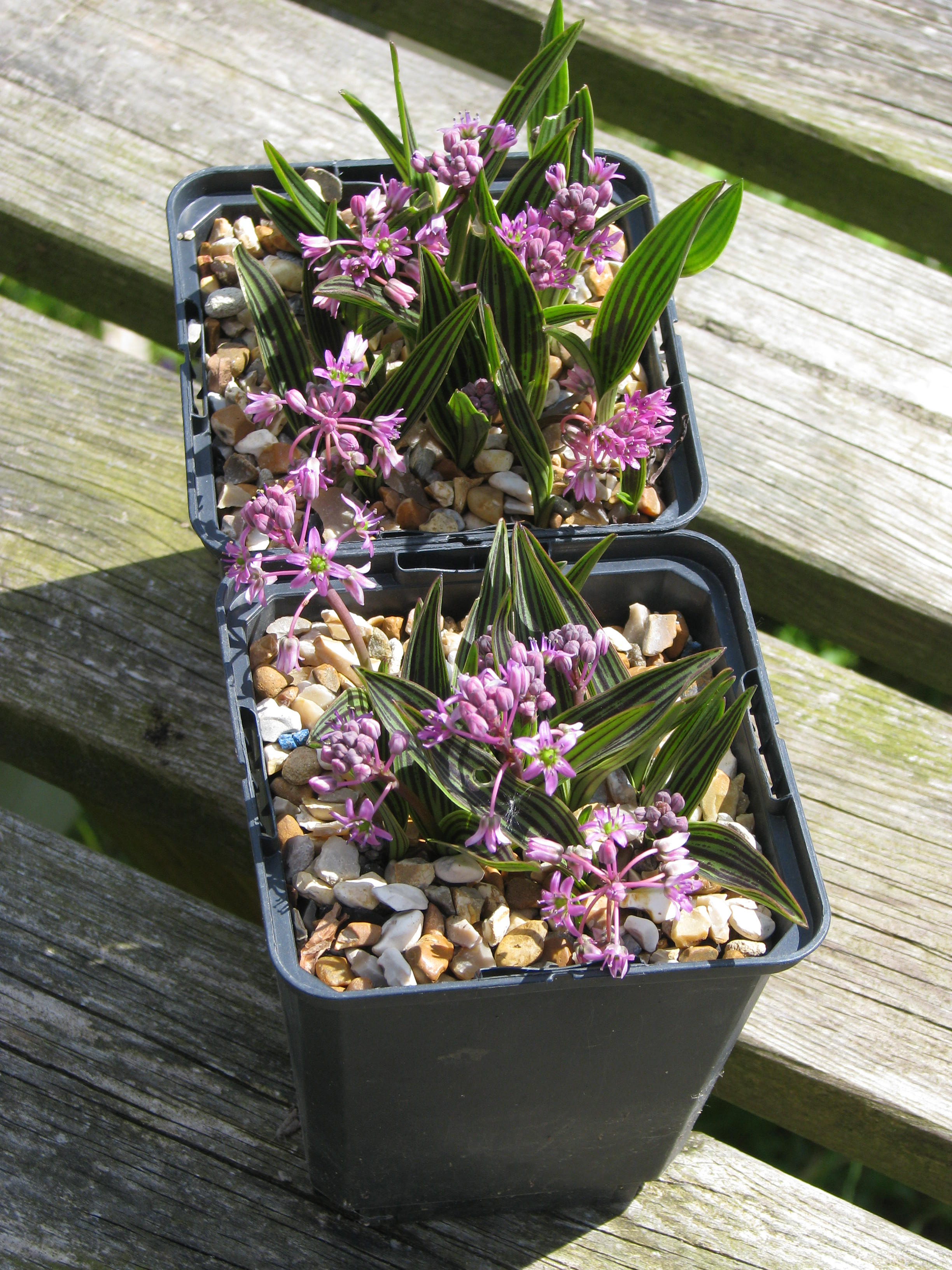
Ledebouria cooperi

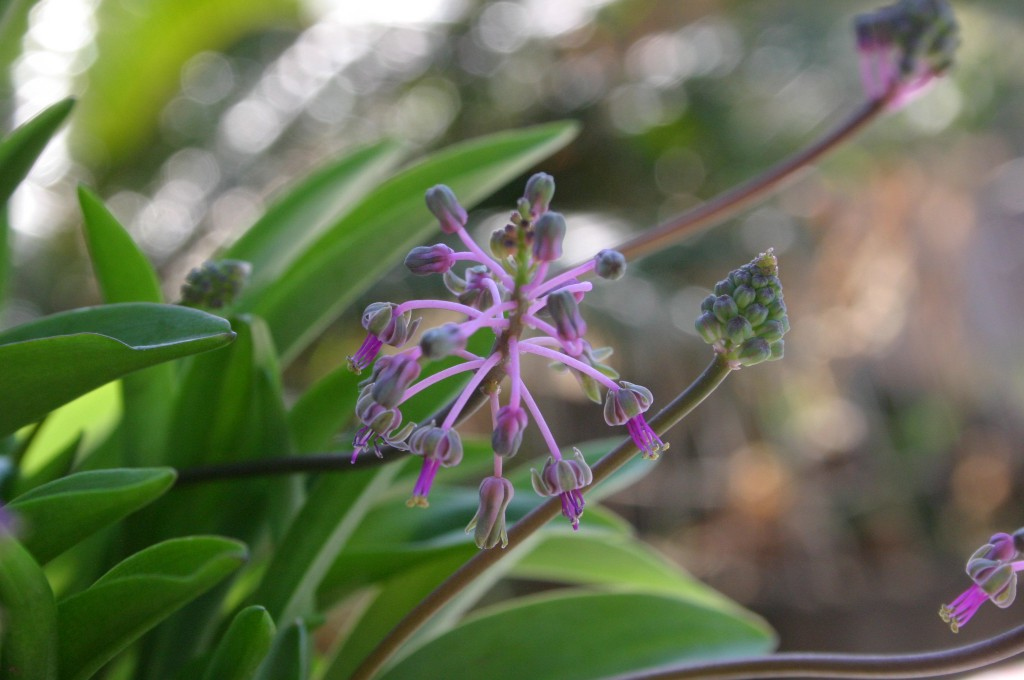
Ledebouria minima

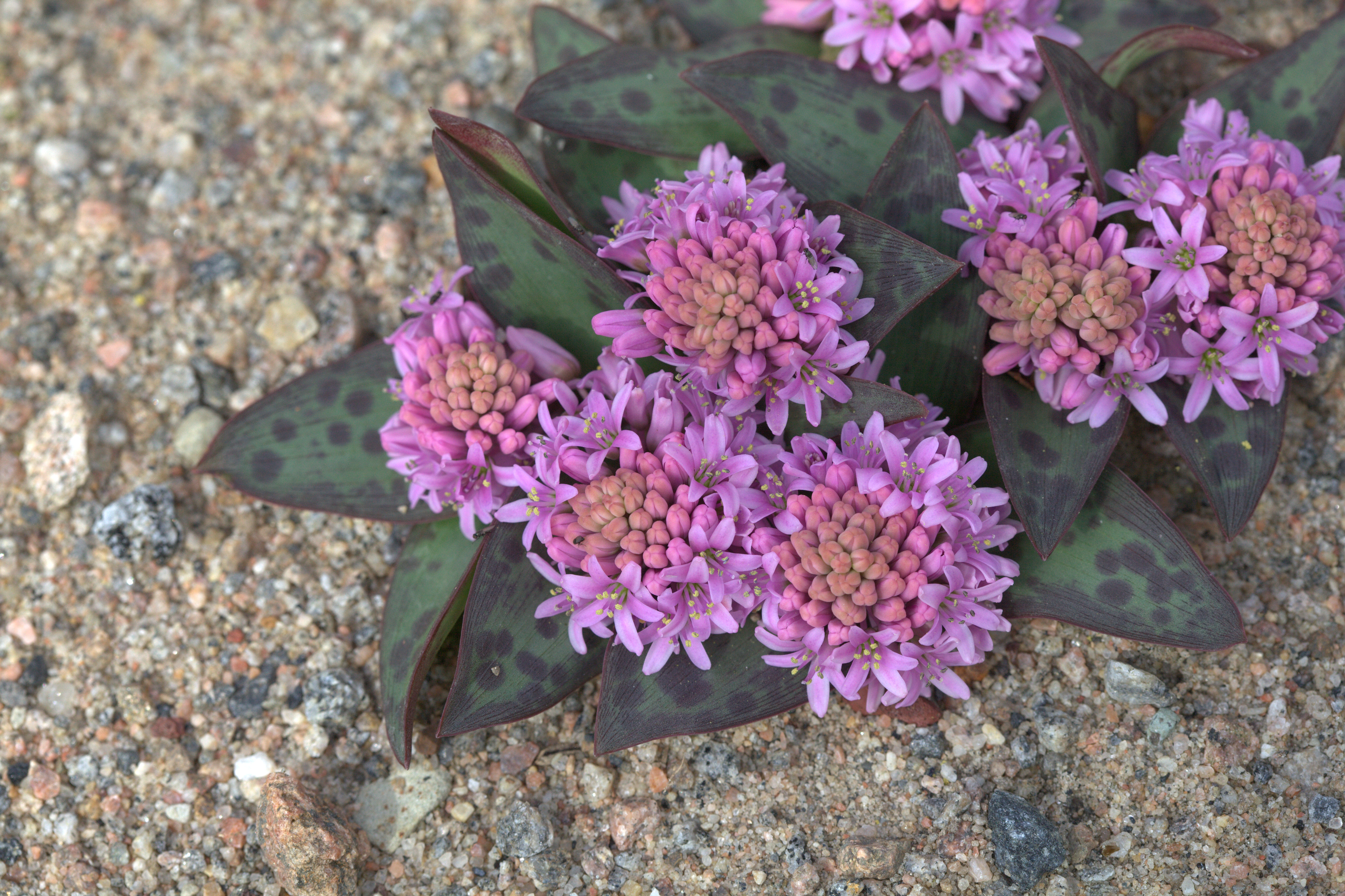
Ledebouria ovatifolia

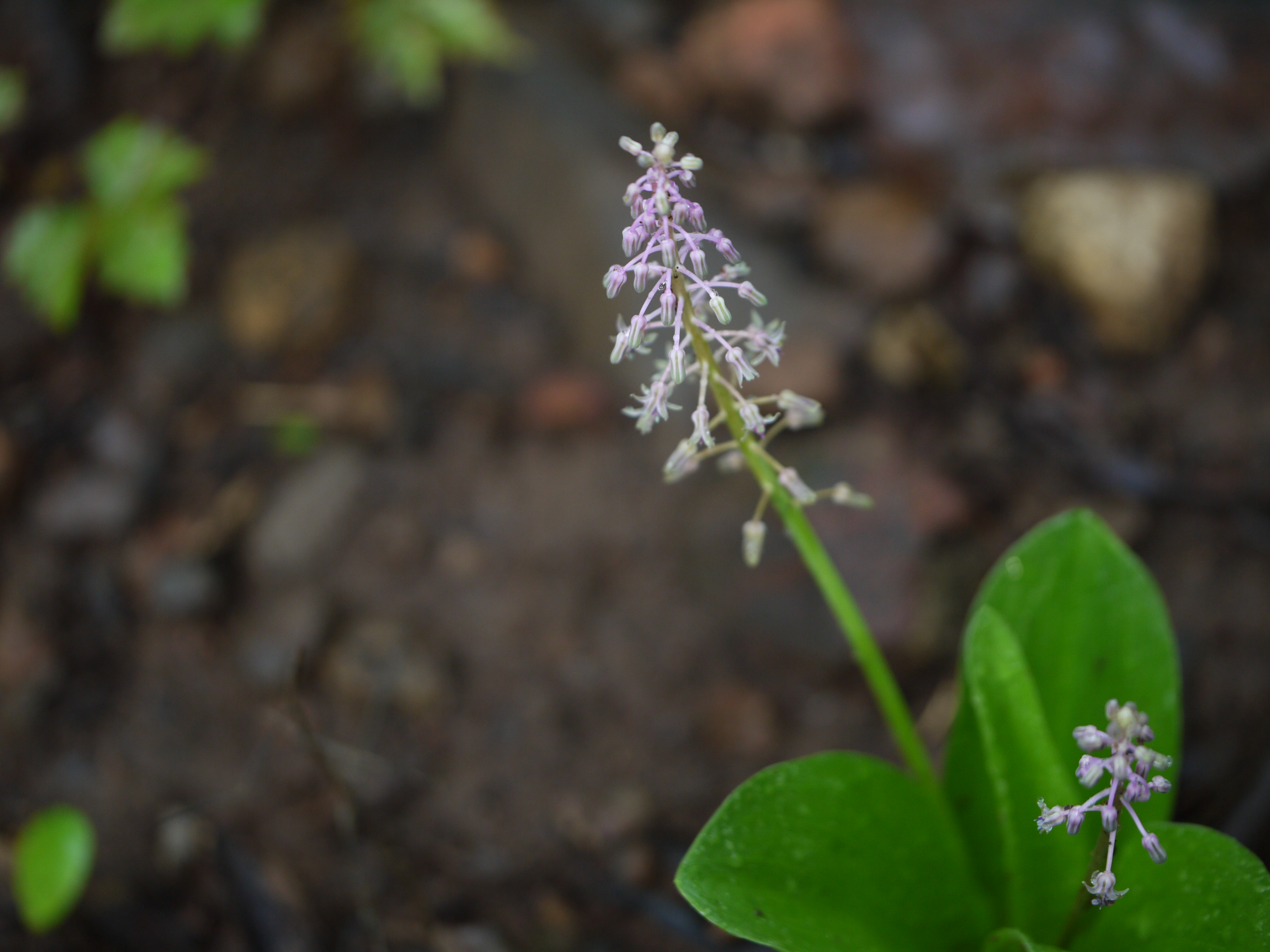
Ledebouria revoluta

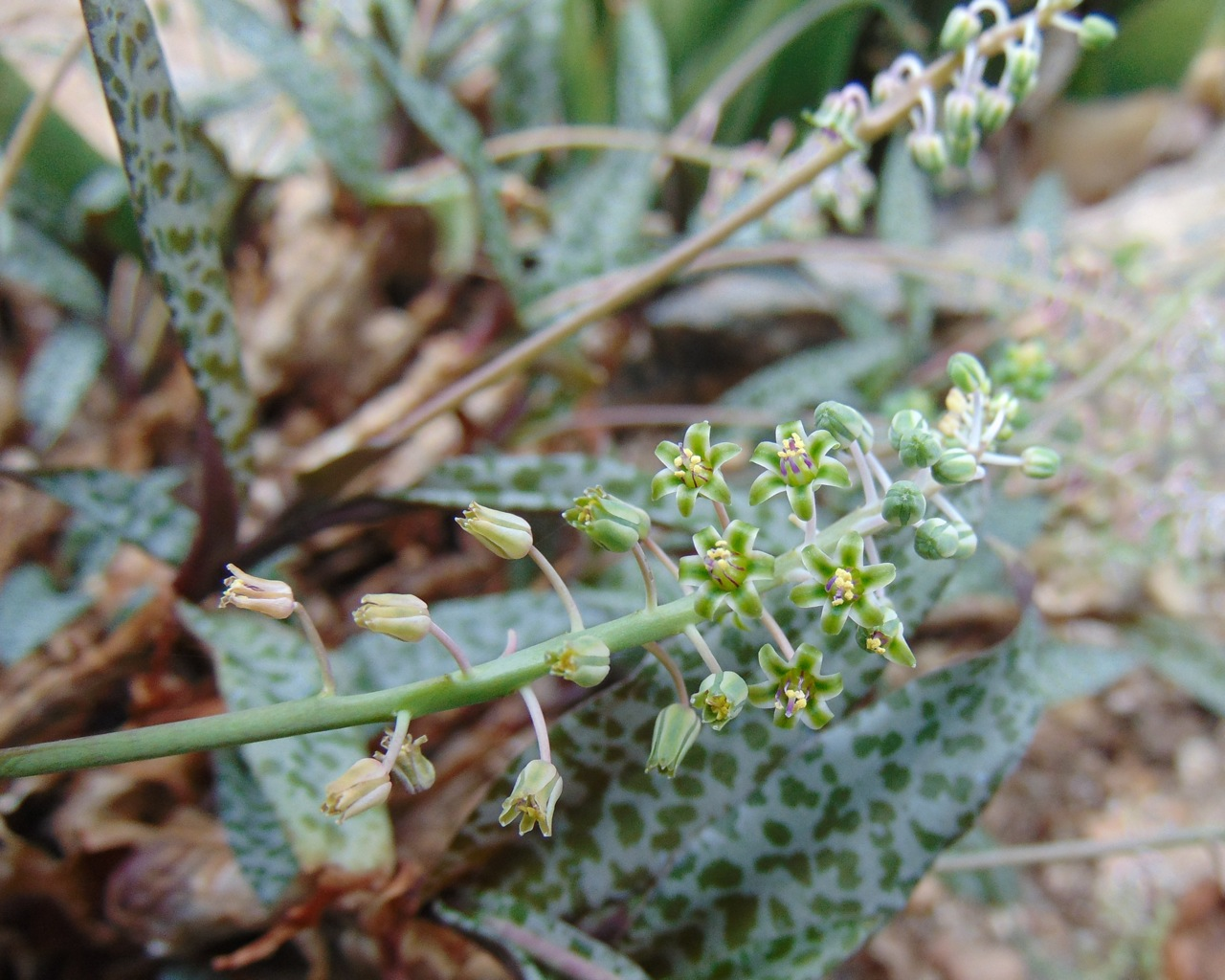
Ledebouria socialis

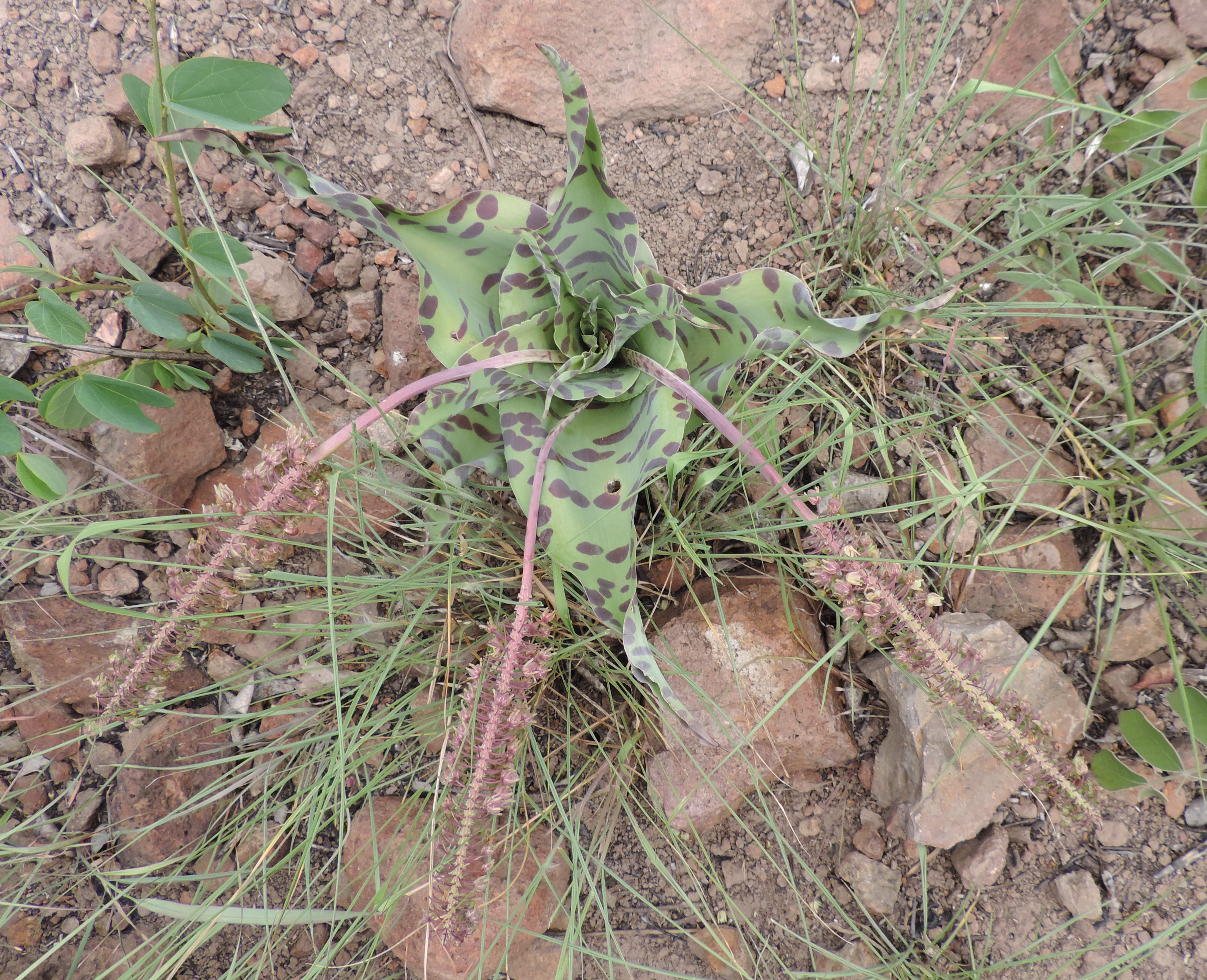
Ledebouria zebrina

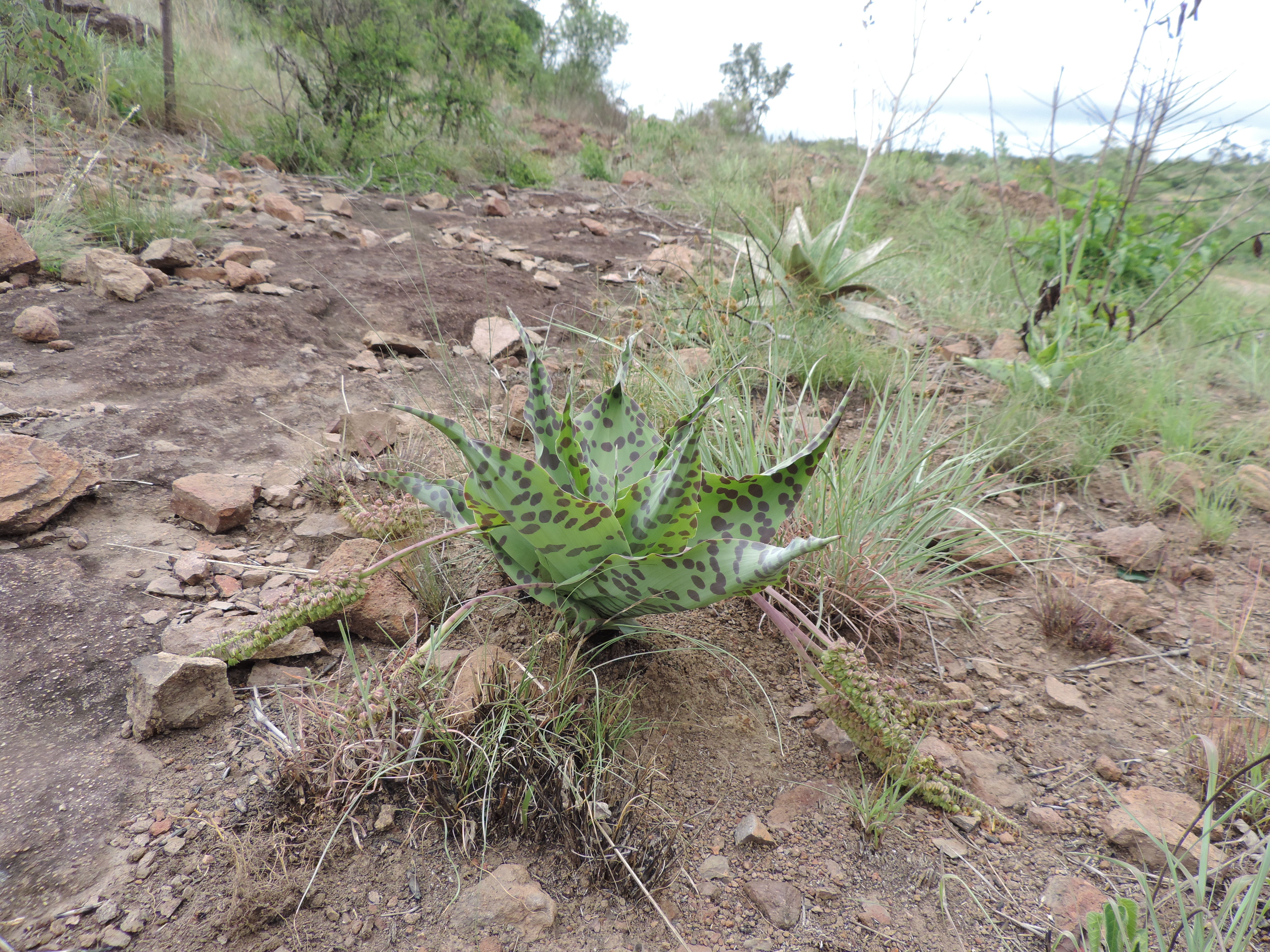
Ledebouria zebrina

- Ledebouria apertiflora (Baker) Jessop: Sie kommt in Südafrika vor.
- Ledebouria asperifolia (van der Merwe) S.Venter: Sie kommt in Südafrika vor.
- Ledebouria atrobrunnea S.Venter: Sie kommt in der südafrikanischen Provinz Gauteng vor.
- Ledebouria caesiomontana Hankey & N.Hahn: Sie kommt in der südafrikanischen Provinz Limpopo vor. Sie wurde 2014 erstbeschrieben.
- Ledebouria camerooniana (Baker) Speta: Sie kommt von Benin bis zum westlichen und zentralen tropischen Afrika vor.
- Ledebouria concolor (Baker) Jessop: Sie kommt im Ostkap vor.
- Ledebouria confusa S.Venter:  Sie kommt in der südafrikanischen Provinz Gauteng vor. Sie wurde 2009 erstbeschrieben.
- Ledebouria cooperi (Hook.f.) Jessop: Sie kommt im südlichen Afrika vor.
- Ledebouria cordifolia (Baker) Stedje & Thulin: Sie kommt von Äthiopien bis zum südlichen tropischen Afrika vor.
- Ledebouria coriacea S.Venter: Sie kommt im Ostkap vor. Sie wurde 2009 erstbeschrieben.
- Ledebouria corrugata D.M.Cumming: Sie kommt in der östlichen früheren Kapprovinz vor. Sie wurde 2015 erstbeschrieben.
- Ledebouria cremnophila S.Venter & van Jaarsv.: Sie kommt in der südafrikanischen Provinz Mpumalanga vor. Sie wurde 2009 erstbeschrieben.
- Ledebouria crispa S.Venter: Sie kommt in der südafrikanischen Provinz Limpopo vor.
- Ledebouria dolomiticola S.Venter: Sie kommt in der südafrikanischen Provinz Limpopo vor.
- Ledebouria edulis (Engl.) Stedje: Sie kommt vom westlichen Äthiopien bis Tansania vor.
- Ledebouria ensifolia (Eckl.) S.Venter & T.J.Edwards: Sie kommt in Südafrika vor.
- Ledebouria floribunda (Baker) Jessop: Sie kommt vom Ostkap bis zur Provinz Limpopo vor.
- Ledebouria galpinii (Baker) S.Venter & T.J.Edwards: Sie kommt in der südafrikanischen Provinz Mpumalanga vor. Sie wurde 2009 erstbeschrieben.
- Ledebouria glauca S.Venter: Sie kommt in der südafrikanischen Provinz Limpopo vor. Sie wurde 2009 erstbeschrieben.
- Ledebouria grandifolia (Balf.f.) A.G.Mill. & D.Alexander: Sie kommt nur auf Sokotra vor.
- Ledebouria hyderabadensis M.V.Ramana, Prasanna & Venu: Sie kommt im indischen Bundesstaat Andhra Pradesh vor.
- Ledebouria hypoxidioides (Schönland) Jessop: Sie kommt im Ostkap vor.
- Ledebouria inquinata (C.A.Sm.) Jessop: Sie kommt in Botswana und in Südafrika vor.
- Ledebouria insularis A.G.Mill.: Sie kommt nur auf der Insel Sokotra vor. Sie wurde 2004 erstbeschrieben.
- Ledebouria karnatakensis Punekar & Lakshmin.: Sie kommt im indischen Bundesstaat Karnataka vor.
- Ledebouria kirkii (Baker) Stedje & Thulin: Sie kommt vom südlichen Äthiopien bis Tansania vor.
- Ledebouria lepida (N.E.Br.) S.Venter: Sie kommt im nördlichen Südafrika vor.
- Ledebouria leptophylla (Baker) S.Venter: Sie kommt in Südafrika vor.
- Ledebouria lilacina (Fenzl ex Endl.) Speta: Sie kommt im Sudan vor.
- Ledebouria luteola Jessop: Sie kommt in Botswana und im nördlichen Südafrika vor.
- Ledebouria macowanii (Baker) S.VenterSie kommt in Südafrika vor.
- Ledebouria maesta (Baker) Speta: Sie kommt im Sudan, in Malawi und Mosambik vor.
- Ledebouria marginata (Baker) Jessop: Sie kommt in Südafrika vor.
- Ledebouria minima (Baker) S.Venter: Sie kommt in Südafrika vor.
- Ledebouria mokobulanensis Hankey & T.J.Edwards: Sie kommt in der südafrikanischen Provinz Mpumalanga vor. Sie wurde 2008 erstbeschrieben.
- Ledebouria monophylla S.Venter: Sie kommt in der südafrikanischen Provinz Mpumalanga vor. Sie wurde 2009 erstbeschrieben.
- Ledebouria nossibeensis (H.Perrier) J.C.Manning & Goldblatt: Sie kommt im nördlichen Madagaskar vor.
- Ledebouria ovalifolia (Schrad.) Jessop: Sie kommt in der Kapprovinz vor.
- Ledebouria ovatifolia (Baker) Jessop: Sie kommt in Südafrika vor. Mit den Unterarten:
  - Ledebouria ovatifolia subsp. ovatifolia: Sie kommt in Südafrika vor.
  - Ledebouria ovatifolia subsp. scabrida N.R.Crouch & T.J.Edwards: Sie kommt in KwaZulu-Natal vor.
- Ledebouria papillata S.Venter: Sie kommt in der südafrikanischen Provinz Limpopo vor. Sie wurde 2009 erstbeschrieben.
- Ledebouria pardalota S.Venter: Sie kommt in der südafrikanischen Provinz Mpumalanga vor. Sie wurde 2009 erstbeschrieben.
- Ledebouria parvifolia S.Venter: Sie kommt in der südafrikanischen Provinz Mpumalanga vor.
- Ledebouria pustulata S.Venter: Sie kommt in KwaZulu-Natal vor. Sie wurde 2009 erstbeschrieben.
- Ledebouria remifolia S.Venter: Sie kommt im nördlichen Südafrika vor. Sie wurde 2009 erstbeschrieben.
- Ledebouria revoluta (L.f.) Jessop: Sie kommt von Eritrea bis Südafrika, auf der südwestlichen Arabischen Halbinsel, in Indien und in Sri Lanka vor.
- Ledebouria rietrivierensis D.M.Cumming: Sie kommt im Ostkap vor.
- Ledebouria rupestris (van der Merwe) S.Venter: Sie kommt im nördlichen Südafrika vor.
- Ledebouria sandersonii (Baker) S.Venter & T.J.Edwards: Sie kommt in Südafrika vor.
- Ledebouria scabrida Jessop: Sie kommt in Namibia vor.
- Ledebouria socialis (Baker) Jessop: Sie kommt in der früheren Kapprovinz vor.
- Ledebouria somaliensis (Baker) Stedje & Thulin: Sie kommt in Äthiopien, Somalia, Kenia und Tansania vor.
- Ledebouria sudanica (A.Chev.) Burg: Sie kommt vom tropischen Westafrika bis zum Sudan vor.
- Ledebouria undulata (Jacq.) Jessop: Sie kommt in Namibia und im Westkap vor.
- Ledebouria urceolata Stedje: Sie kommt in Äthiopien vor.
- Ledebouria venteri van Jaarsv. & A.E.van Wyk: Sie kommt in der südsüdwestlichen Kapprovinz vor.
- Ledebouria viridis S.R.Dutta & P.Harvey ex M.R.Almeida: Sie kommt im indischen Bundesstaat Maharashtra vor.
- Ledebouria viscosa Jessop: Sie kommt in der südafrikanischen Provinz Limpopo vor.
- Ledebouria zambesiaca (Baker) Speta: Sie kommt in Malawi, Mosambik und sambia vor.
- Ledebouria zebrina (Baker) S.Venter: Sie kommt in Südafrika vor.

## Nachweise